# Championnats d'Asie de boxe amateur 2021
Navigation
Édition précédente Édition suivante
La 31e édition des championnats d'Asie de boxe amateur s'est déroulée à Dubaï, Émirats arabes unis, du 21 mai au 1er juin 2021. Initialement prévus à New Delhi, ils ont dû être relocalisés en raison de la pandémie de Covid-19.

## Résultats

### Podiums hommes
| Catégories                  | Or                      | Argent                   | Bronze                                       |
| Poids mi-mouches (-49 kg)   | Nodirjon Mirzakhmedov   | Daniyal Sabit            | Orkhontungalagiin Önöbold Mark Lester Durens |
| Poids mouches (-52 kg)      | Shakhobidin Zoirov      | Amit Panghal             | Saken Bibossinov Azat Usenaliev              |
| Poids coqs (-56 kg)         | Kharkhüügiin Enkh-Amar  | Mirazizbek Mirzakhalilov | Junmilardo Ogayre Akylbek Esenbek Uulu       |
| Poids légers (-60 kg)       | Erdenebatyn Tsendbaatar | Danial Shahbakhsh        | Varinder Singh Abdumalik Khalokov            |
| Poids super-légers (-64 kg) | Baatarsükhiin Chinzorig | Shiva Thapa              | Elnur Abduraimov Bakhodur Usmonov            |
| Poids welters (-69 kg)      | Bobo-Usmon Baturov      | Ablaikhan Zhussupov      | Vikas Krishan Yadav Battömöriin Misheelt     |
| Poids moyens (-75 kg)       | Saidjamshid Jafarov     | Abilkhan Amankul         | Eumir Marcial Shahin Mousavi                 |
| Poids mi-lourds (-81 kg)    | Dilshodbek Ruzmetov     | Meisam Gheshlaghi        | Shabbos Negmatulloev Erkin Adylbek Uulu      |
| Poids lourds (-91 kg)       | Sanjeet Kumar           | Vassiliy Levit           | Rustam Yrysbek Uulu Sanjar Tursunov          |
| Poids super-lourds (+91 kg) | Bakhodir Jalolov        | Kamshybek Kunkabayev     | Abdulrahman Al-Anzi Pouria Amiri             |

### Podiums femmes
| Catégories                  | Or                  | Argent               | Bronze                                        |
| Poids mi-mouches (-48 kg)   | Alua Balkibekova    | Gulasal Sultonalieva | Josie Gabuco Monika                           |
| Poids mouches (-51 kg)      | Nazym Kyzaibay      | Mary Kom             | Nadeeka Pushpakumari Lutsaikhany Altantsetseg |
| Poids coqs (-54 kg)         | Dina Zholaman       | Sitora Shogdarova    | Sakshi Chaudhary Erdenedalaigiin Michidmaa    |
| Poids plumes (-57 kg)       | Sitora Turdibekova  | Vladislava Kukhta    | Mijgona Samadova Jasmine                      |
| Poids légers (-60 kg)       | Rimma Volossenko    | Huswatun Hasanah     | Shoira Zulkaynarova Simranjit Kaur            |
| Poids super-légers (-64 kg) | Milana Safronova    | Lal Buat Saihi       | Mokhinabonu Abdullaeva Noura Al-Mutairi       |
| Poids welters (-69 kg)      | Valentina Khalzova  | Navbakhor Khamidova  | Lovlina Borgohain                             |
| Poids moyens (-75 kg)       | Pooja Rani          | Mavluda Movlonova    | Marina Volnova Mönkhbatyn Myagmarjargal       |
| Poids mi-lourds (-81 kg)    | Fariza Sholtay      | Sokhiba Ruzmetova    | Saweety Boora                                 |
| Poids lourds (+81 kg)       | Lazzat Kungeibayeva | Anupama Kundu        | Mokhira Abdullaeva Hanan Al-Zeyoudi           |

### Tableau des médailles
| Place | Pays                | Médaille d'or, Asie | Médaille d'argent, Asie | Médaille de bronze, Asie | Total |
| ----- | ------------------- | ------------------- | ----------------------- | ------------------------ | ----- |
| 1     | Kazakhstan          | 8                   | 6                       | 2                        | 16    |
| 2     | Ouzbékistan         | 7                   | 6                       | 5                        | 18    |
| 3     | Mongolie            | 3                   | 0                       | 5                        | 8     |
| 4     | Inde                | 2                   | 5                       | 8                        | 15    |
| 5     | Iran                | 0                   | 2                       | 2                        | 4     |
| 6     | Indonésie           | 0                   | 1                       | 0                        | 1     |
| 7     | Kirghizistan        | 0                   | 0                       | 4                        | 4     |
| 7     | Tadjikistan         | 0                   | 0                       | 4                        | 4     |
| 7     | Philippines         | 0                   | 0                       | 4                        | 4     |
| 10    | Koweït              | 0                   | 0                       | 2                        | 2     |
| 11    | Émirats arabes unis | 0                   | 0                       | 1                        | 1     |
| 11    | Sri Lanka           | 0                   | 0                       | 1                        | 1     |
| Total | 12 pays médaillés   | 20                  | 20                      | 38                       | 78    |

## Référence
1. ↑  (en) The ASBC Asian Elite Boxing Championships officially relocated to Dubai and will be held between 21st of May and 1st of June (asbcnews.org)